# Вис (Штирия)
Вис (нем. Wies (Steiermark)) — ярмарочная коммуна (нем. Marktgemeinde) в Австрии, в федеральной земле Штирия. 
Входит в состав округа Дойчландсберг.  Население составляет 2388 человек (на 31 декабря 2005 года). Занимает площадь 14,94 км². Официальный код  —  6 03 43.

## Политическая ситуация
Бургомистр коммуны — Йозеф Вальтль (LAW) по результатам выборов 2005 года.
Совет представителей коммуны (нем. Gemeinderat) состоит из 15 мест.
- АНП занимает 6 мест.
- местный блок: 5 мест.
- СДПА занимает 3 места.
- местный список: 1 место.